# Línea 1 (Metro Ligero de Madrid)
La línea 1 o ML-1 del metro Ligero de Madrid (España) pertenece a la red de Metro Ligero de Madrid y está englobada en la corona tarifaria A del Consorcio de Transportes de Madrid (correspondiente al municipio de Madrid). La línea tiene una longitud total de 5,4 km, con un recorrido que dura aproximadamente 15 minutos entre cabeceras, y recorre 9 estaciones de los distritos madrileños de Hortaleza, Fuencarral-El Pardo y Ciudad Lineal, 5 de las cuales son subterráneas. En su recorrido, une el barrio de Pinar de Chamartín, la urbanización de Virgen del Cortijo y los desarrollos urbanísticos de Sanchinarro y Las Tablas.
Su construcción se inició en diciembre de 2004 y finalizó con la inauguración de la línea el 24 de mayo de 2007 a las 6.00. La mayor parte de la línea discurre bajo tierra, por túneles de similares características a los de gálibo estrecho del resto de la red, aunque ciertos tramos son superficiales. 
El material móvil lo componen los trenes ligeros (tranvías) modelo Citadis de Alstom, entre cuyas características se puede destacar su piso bajo 100%, una velocidad máxima de 70 km/h y la alimentación por catenaria aérea a 750 Vcc. Circulan por la derecha (en el sentido contrario que el resto de la red de Metro) para no entorpecer la circulación, en composiciones de cinco módulos; aunque existe la posibilidad de ampliarlos hasta siete en un futuro si la demanda así lo requiere.
El presupuesto total para los dos tramos de la línea fue de 262,5 millones de euros.

## Recorrido

Recorrido de la línea.

La línea parte de la estación de Pinar de Chamartín, donde tiene correspondencia con las líneas 1 y 4. Avanza bajo la calle de Arturo Soria, pasa bajo la avenida Manuel Azaña, las cocheras de Fuente de la Mora (autovía M-11) y el polígono industrial de Manoteras y atraviesa la urbanización Virgen del Cortijo hasta entrar en Sanchinarro. A continuación, sale a superficie en la calle del Príncipe Carlos y realiza en ella dos paradas en superficie: Antonio Saura y Álvarez de Villaamil. Vuelve a entrar en túnel subterráneo realizando dos paradas más: Blasco Ibáñez y María Tudor. Circulando bajo la avenida de Niceto Alcalá Zamora y tras pasar bajo la Autovía del Norte, entra en el área residencial de Las Tablas. Son también superficiales la estación de Palas de Rey, paralela a la calle del mismo nombre, y su tramo final hasta la estación de Las Tablas, donde tiene correspondencia con la línea 10.

## Estaciones
| Estación             | Acc. | Enlaces | Apertura           | Esquema de vías | Notas |
| -------------------- | ---- | ------- | ------------------ | --------------- | ----- |
| Las Tablas           |      |         | 24 de mayo de 2007 |                 |       |
| Palas de Rey         |      |         | 24 de mayo de 2007 |                 |       |
| María Tudor          |      |         | 24 de mayo de 2007 |                 |       |
| Blasco Ibáñez        |      |         | 24 de mayo de 2007 |                 |       |
| Álvarez de Villaamil |      |         | 24 de mayo de 2007 |                 |       |
| Antonio Saura        |      |         | 24 de mayo de 2007 |                 |       |
| Virgen del Cortijo   |      |         | 24 de mayo de 2007 |                 |       |
| Fuente de la Mora    |      |         | 24 de mayo de 2007 |                 |       |
| Pinar de Chamartín   |      |         | 24 de mayo de 2007 |                 |       |

## Futuro
A diferencia de las otras dos líneas de Metro Ligero, esta se inauguró con todas sus estaciones en funcionamiento, y no existen paradas construidas pendientes de apertura. No existen planes de ampliación confirmados ni anunciados para la línea.
El candidato socialista a la alcaldía de la capital en las elecciones municipales de 2007, Miguel Sebastián, propuso entre otras actuaciones, una línea de tranvía con este trayecto sugerido, llegándose más tarde a sugerir la implantación de esta línea en la red de Metro Ligero si también ganaba la candidatura socialista de Rafael Simancas en las elecciones simultáneas a la Comunidad de Madrid [cita requerida].

## Concesionaria
La empresa concesionaria de esta línea es Metros Ligeros de Madrid, S.A., participada por ALSA Rail y Caja Madrid. La concesión se ha hecho por un periodo de 30 años.